# Kobe Steel
Kobe Steel (яп. 株式会社神戸製鋼所) — одна з провідних японських компаній чорної металургії. У сегменті виробництва нержавіючої сталі компанія є 4 в Японії. Крім основної діяльності компанія також виробляє вироби з алюмінію і міді, будівельну техніку тощо. Компанія працює під торговою маркою Kobelco. В 2011 році компанія зайняла 447 місце в Fortune Global 500.

## Історія
Компанія була заснована в червні 1911 року як KK Kobe Seikosho.
В 1917 році відкривається новий завод в місті Модзі.
В 1920 році відкривається новий завод в Кобе.
В 1921 році компанія купує 2 заводи у компанії Teikoku Kisen KK.
В 1937 році відкритий завод в Нагої.
В 1939 році відкривається завод в Чофу.
Протягом 1940-х років компанія відкриває ще 6 і купляє 1 завод.
В 1960 році відкривається науково-дослідний центр.
Протягом наступних 10 років компанія відкриває ще 10 заводів.
Одночасно компанія розгорнула міжнародну експансію. Філії компанії відкриваються в США, Німеччині, Сінгапурі, Великій Британії, Мексиці, ОАЕ, Австралії, Бахрейні, Китаї.
У 80-х роках для скорочення витрат і викидів в навколишнє середовище закривається ряд застарілих виробництв (в цілому 5 заводів). За той же період введено в дію 1 новий завод.
В 1990 році компанія відкриває представництво в Москві.
В 1991 році компанія створює спільне підприємство з Alcoa Inc. — KSL Alcoa Aluminum Company, Ltd.
В 1992 році компанія виходить на Лондонську фондову біржу.
В 1996 році створюються дочірні компанії Kobe Special Tube Co., Ltd. для виробництва сталевих труб і Shinko Kobelco Tool Co., Ltd. для виробництва ріжучого інструменту.
В 1998 році зі входженням в капітал KTI Semiconductor компанія розпочинає співпрацю з Texas Instruments. Назва СП було змінено на KMT Semiconductor, Ltd.
В 1999 році компанія створює широкий альянс з Mitsubishi Materials Corporation і Mitsubishi Shindoh Co., Ltd. для виробництва виробів з міді. У тому ж році Kobe Steel спільно з NOF Corporation створили СП Shinko Taseto Co., Ltd. для виробництва матеріалів для зварювання нержавіючої сталі.
В 2000 році підписано угоду про альянс з Sumitomo Light Metal Industries, Ltd. у галузі алюмінієвої промисловості.
В 2001 році дочірнє підприємство Kobelco Construction Machinery Co., Ltd. і CNH Global NV, що входить до Fiat Group сформували глобальний альянс з виробництва будівельної техніки.
У тому ж році підписано угоду про співпрацю з Nippon Steel для скорочення витрат при закупівлях сировини.
В 2003 році компанія збільшує частку в капіталі Sumitomo Titanium Corporation з 8,8 % до 24,8 %. У США відкривається СП з Mitsui & Co., Ltd. і Toyota Tsusho Corporation з виробництва алюмінієвих деталей підвіски автомобілів.
В 2004 році шляхом об'єднання підрозділів медичних матеріалів Kobe Steel і Kyocera Corporation створена Japan Medical Materials Corporation.

## Діяльність
Діяльність компанії зосереджена в декількох основних сегментах. Перший і основний для компанії сегмент — виробництво заліза і сталі. Компанія виробляє сталевий дріт, плоский металопрокат, труби, штамповані вироби тощо. Алюміній і мідь — наступний бізнес-сегмент компанії. Компанія виробляє, як безпосередньо метал, так і кінцеві вироби з них. Компанія є провідним виробником титану в Японії. Титан виробляється на підприємствах компанії з 1949 року. Kobe Steel виробляє чистий титан, титанові сплави, плоский прокат, трубки. Також компанія виробляє промислове обладнання та будівельну техніку.